# Chiesa di San Benedetto (Frosinone)
La chiesa di San Benedetto è un luogo di culto cattolico della città di Frosinone, si trova in Piazza della Libertà, nelle immediate vicinanze della Cattedrale, è una delle pochissime chiese di Frosinone scampata ai bombardamenti della Seconda guerra mondiale.

## Descrizione

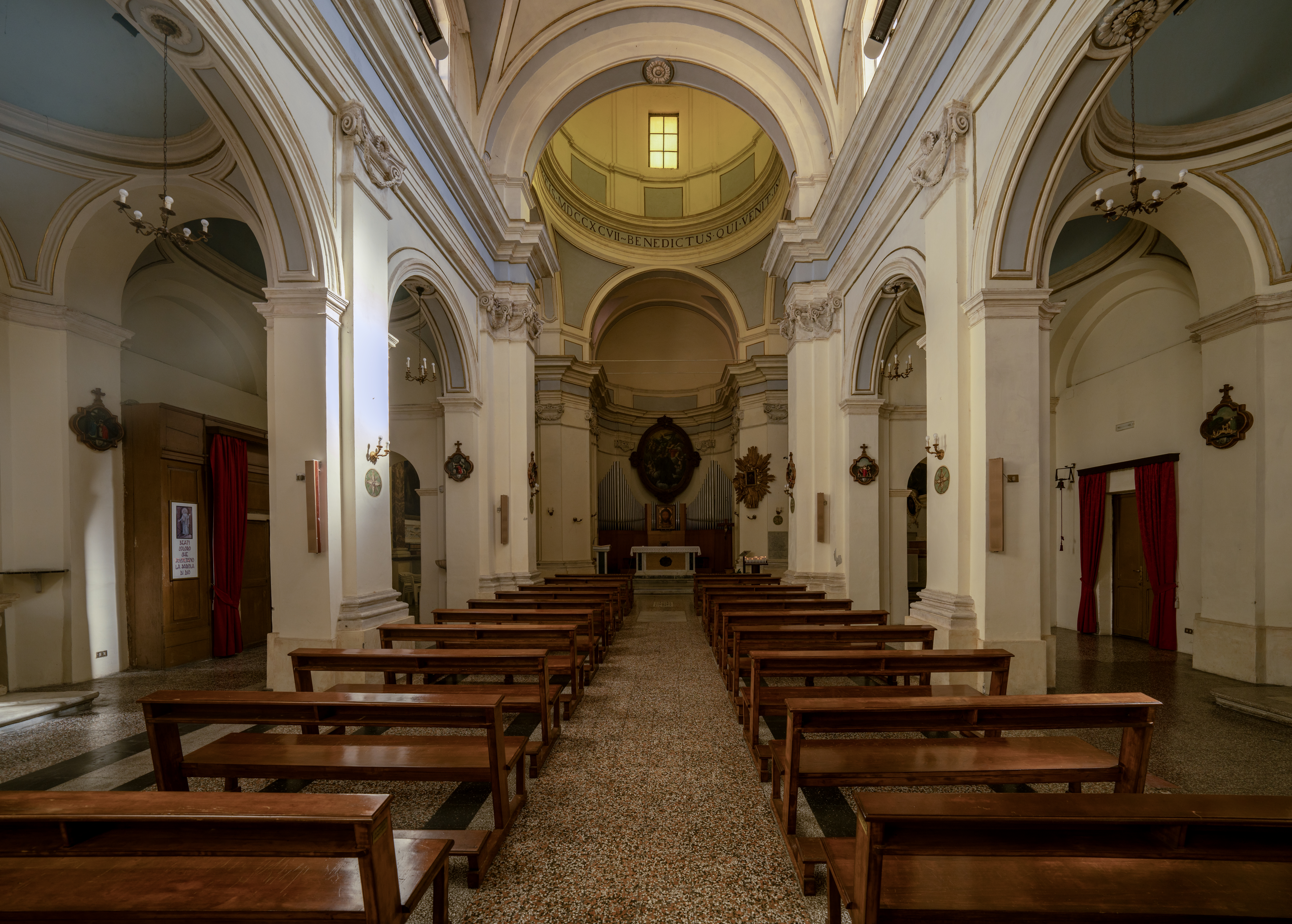
Interno.